# ヴィクラント (空母・初代)
ヴィクラント (INS Vikrant, विक्रान्‍त) は、インド海軍の航空母艦。建造中止状態であったイギリス海軍のマジェスティック級航空母艦ハーキュリーズ (HMS Hercules, R49) をインドが購入し、竣工させたもの。

## 艦歴

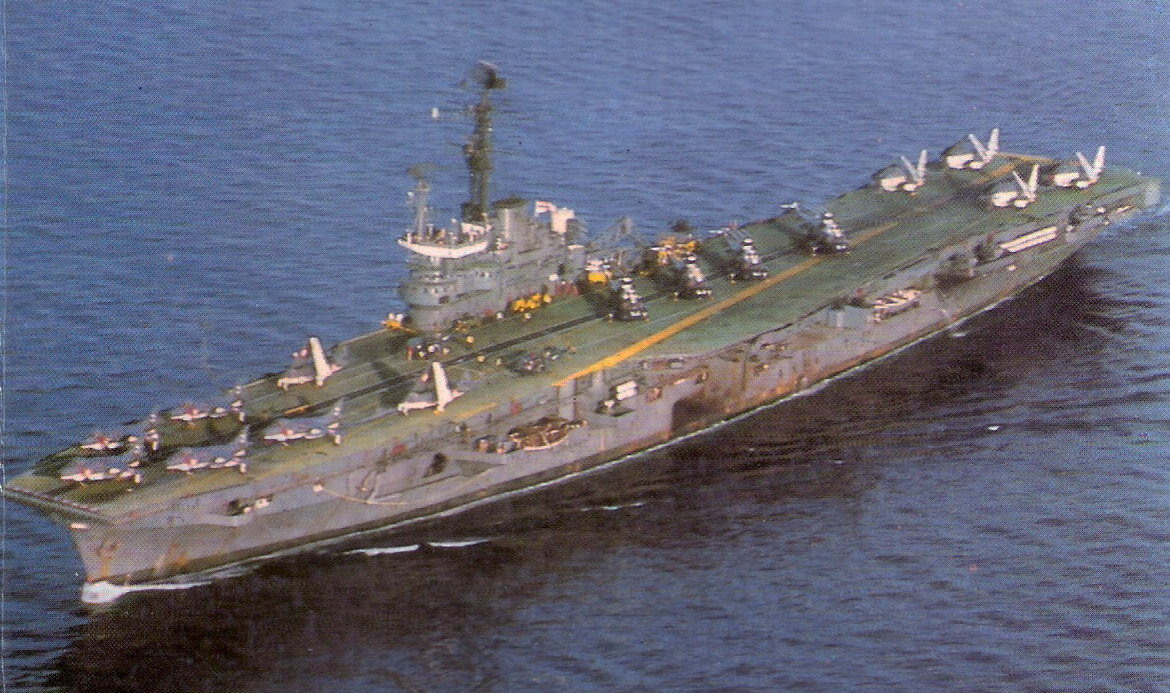
1984年当時のヴィクラント。まだスキージャンプ甲板は設置されておらず、シーハリアー、シーホーク、アリゼ、シーキング、アルエットIIIの姿が甲板上に見える

1943年11月12日、ヴィッカース・アームストロング社でハーキュリーズとして起工された。第二次世界大戦後の1945年9月22日に進水したが、1946年5月に建造は中断され係留された。
1957年1月、インドに売却され、ベルファストのハーランド・ヴォルフ社で工事が再開された。アングルド・デッキや蒸気カタパルトの設置等も行われ、1961年3月4日にインド海軍空母ヴィクラント (Vikrant) として竣工した。1961年11月3日にボンベイにて就役している。
艦載機としては、シーホークやアルエットIII、アリゼなどが運用されていた。
1965年の第二次印パ戦争時には工事中であったために参戦していないが、1971年の第三次印パ戦争においては、ベンガル湾にて活動し、艦載機がパキスタン軍の艦船を撃破している。
1982年から1983年にかけて改装を行い、シーホークの後継としてシーハリアーの運用が可能となった。また、1987年から1989年にかけての改装では、アリゼの退役に伴いカタパルトを撤去し、9.75°のスキージャンプ勾配を設置している。
1990年代前半から老朽化のために活動が不活発になり、1997年1月31日にインド海軍から除籍された。退役後はムンバイで博物館船として公開、第二次大戦中に建造されたイギリス製空母の中で現存するのは本艦のみとなっていたが、2012年に展示を終了。その後は競売に懸けられ、2015年半ばまでにスクラップとして解体される予定となっている。
本艦の後継艦として1993年より計画されていた仮称ADSは、予算の手当てが付かず立ち消えになった。ADS計画は二代目ヴィクラントとして復活し、2009年2月28日にインド南部のコーチン造船所にて起工。2022年に就役した。